# Алексич, Славко
Славко (Илие) Алексич (серб. Славко (Илије) Алексић, род. 1 сентября 1956; Богдашичи) — сербский воевода четников, в годы Югославских войн командовавший Новосараевским четническим отрядом.

## Биография
Большую часть жизни провёл в Сараево, где учился на факультете права и работал юристом. В начале 1990-х годов возглавил движение четников в Сараево и вступил в Сербскую радикальную партию. В войну вступил в 1992 году в Славонии: фактическим поводом стал расстрел свадьбы в Сараеве, произошедший 1 марта 1992. После возведения баррикад в Сараево возглавил Новосараевский четнический отряд. 13 марта 1993 года получил звание воеводы по распоряжению Воислава Шешеля.
Славко Алексич участвовал в обороне Грбавицы, удерживал со своим отрядом позиции сербов на Еврейском кладбище, где фактически проходила линия фронта между позициями Войска Республики Сербской и Армии Республики Босния и Герцеговина. Трижды был ранен в Грбавице. Командовал 3-м Русским добровольческим отрядом в Сербском Сараево. В марте 1996 года, уже после бомбардировок Республики Сербской силами НАТО и подписания Дейтонского соглашения, совершил со своими войсками поход по маршруту Грбавице-Враца-Милевичи, установив во Враце крест.
В настоящий момент является активным членом Равногорского движения Республики Сербской. Проживает в Восточной Герцеговине. Считает Слободана Милошевича виновным в неоказании существенной материальной помощи боснийским сербам в годы войны.
27 января 1999 года председатель Движения сербских четников Равна-Горы Момчило Джуиче официально присвоил Алексичу титул воеводы четников. В некоторых источниках Алексич указывается как единственный текущий обладатель титула воеводы среди всех четнических организаций.